# Henry B. Metcalfe

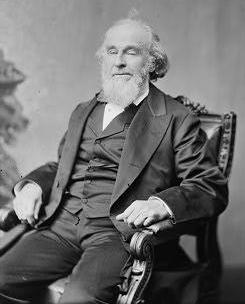
Henry B. Metcalfe

Henry Bleecker Metcalfe (* 20. Januar 1805 in Albany, New York; † 7. Februar 1881 in Richmond, New York) war ein US-amerikanischer Jurist und Politiker. Zwischen 1875 und 1877 vertrat er den Bundesstaat New York im US-Repräsentantenhaus.

## Werdegang
Henry Bleecker Metcalfe wurde ungefähr siebeneinhalb Jahre vor dem Ausbruch des Britisch-Amerikanischen Krieges in Albany geboren und verbrachte dort die ersten Jahre. Seine Familie zog 1811 nach New York City und von dort 1816 in den Richmond County. Er studierte Jura und begann nach dem Erhalt seiner Zulassung als Anwalt 1826 in New York City zu praktizieren. Zwischen 1826 und 1832 war er als Staatsanwalt (prosecuting attorney) in Richmond County tätig. Er wurde 1840 zum Bezirksrichter gewählt und war in dieser Stellung bis zu seinem Rücktritt 1841 tätig. Zwischen 1847 und 1875 war er wieder als Bezirksrichter tätig. Politisch gehörte er der Demokratischen Partei an. Bei den Kongresswahlen des Jahres 1874 wurde Metcalfe im ersten Wahlbezirk von New York in das US-Repräsentantenhaus in Washington, D.C. gewählt, wo er am 4. März 1875 die Nachfolge von Henry J. Scudder antrat. Da er im Jahr 1876 auf eine erneute Kandidatur verzichtete, schied er nach dem 3. März 1877 aus dem Kongress aus. Während seiner Zeit als Kongressabgeordneter hatte er den Vorsitz über das Committee on Expenditures on Public Buildings. Er verstarb am 7. Februar 1881 in Richmond und wurde dann auf dem Moravian Cemetery in New Dorp beigesetzt.